# 29 ق هـ
29 ق هـ هي السنة التاسعة والعشرون السابقة للهجرة النبوية، وهي توافق ما بين سنتي 593 و594 حسب التقويم الميلادي، أي أنها بدأت في سنة 593م وانتهت في سنة 594م.

## مواليد
- عمرو بن معاذ صحابي جليل من شهداء غزوة أحد.